# 林清凉
林清凉（1931年1月22日—2019年11月18日），臺灣高雄人，為原子核物理學家。林清凉曾就讀於高雄第二高等女子學校以及臺南女中，親身經歷二二八事件，並於1950年7月考取國立臺灣大學物理學系。在從臺大物理系畢業後，林清凉曾在岡山中學初中部擔任二年的理化老師，爾後並赴日本東京大學留學。
1970年8月，林清凉返臺任教，並主持東吳大學物理學系的成立。結婚後，她和丈夫曾短暫居於美國，並隨後返回臺灣大學任教。1981年8月，林清凉成為臺大物理系的系主任，並於1983年7月卸任，期間改革該系制度，並發生了中子源事件。退休後，林清凉成為臺大物理系兼任教授，並投入物理教科書的寫作。2005年，中華民國物理學會拍攝了《物理好丰采》紀錄片，介紹並訪問了八位女性物理學者，而林清凉是該片中首位登場的。該片在2005年6月27日於臺大凝態中心進行首映。
2019年11月18日，林清凉於台大醫院病逝，享壽88歲。

## 生平

### 早年
林清凉於1931年1月22日出生在日治台灣的高雄州岡山郡岡山街。小時候，林清凉的父親希望她長大後能當律師，為臺灣人辯護。她也曾有當外科醫師的願望，但林清凉的母親認為她的個性並不適合擔任此職業，因而作罷。1944年3月，林清凉考上高雄第二高等女子學校，然而入秋後便遭逢美軍轟炸臺灣，開始了躲防空洞的生活:475。該年11月，林清凉攜同母親以及父親好友之女至石案潭避難，居於其舅舅的朋友沈吉龍之住處，直至隔年8月15日日本宣布投降後才搬回岡山:476。在石案潭期間，為了照料被日軍動員勞役的弟弟，林清凉一個月會至少回岡山兩次，和他一起住幾天並煮給他吃:476。當時美軍的B-29超級堡壘轟炸機固定在日間於岡山上空盤旋（除了三餐時間之外），只要有人被它發現，就會被以機關槍彈掃射，由於受過急救、防空襲等自保訓練，林清凉被兄長委託帶領故鄉老弱婦孺避難的任務，其兄長們同時讓她看日軍屠殺中國人的圖片，待林清凉年紀稍長才知道他們曾經抗日（日治時代，台灣知識青年抗日者眾）；近代中國歷史的悲劇，從小即烙印在林清凉的腦海中。而林清凉也在這段期間失去了兩位哥哥:476。
1945年9月，林清凉回到高雄繼續就學。然而由於學校被美軍炸毀，起初上課的地點是在高雄中學校舍，待部份女中校舍修善完畢方至原第一高等女子學校上課。根據林清凉本人的回憶，當時的課本除了一些漢字與插圖之外，她幾乎全看不懂。從此，林清凉每天自岡山搭火車至高雄，下車後再步行約50分鐘到高雄女中上學:476。初中畢業後，林清凉前往臺南女中就讀，據林清凉本人的說法是因為認為臺南女中的校舍遠比高雄女中漂亮，未被戰火波及，且師資較齊全、進度較快，方選擇至該校就讀:476。
1947年，二二八事件爆發，學校並於當日下午宣佈停課。林清凉與一群同學在槍林彈雨下抵達火車站，卻發現火車已停駛，他們便在車站前的民宅躲避戰火，到了傍晚方折返學校宿舍。到了第二天部分路段通車後，一行人才走到楠梓搭上火車，途中行經陸橋時低身飛奔過子彈的襲擊，最後沒有人受傷。此後，林清凉決定以後絕對不當律師，並且不碰政治。爾後，林清凉選擇報考國立臺灣大學物理學系，並於1950年7月被該系錄取:476。

### 大學之後

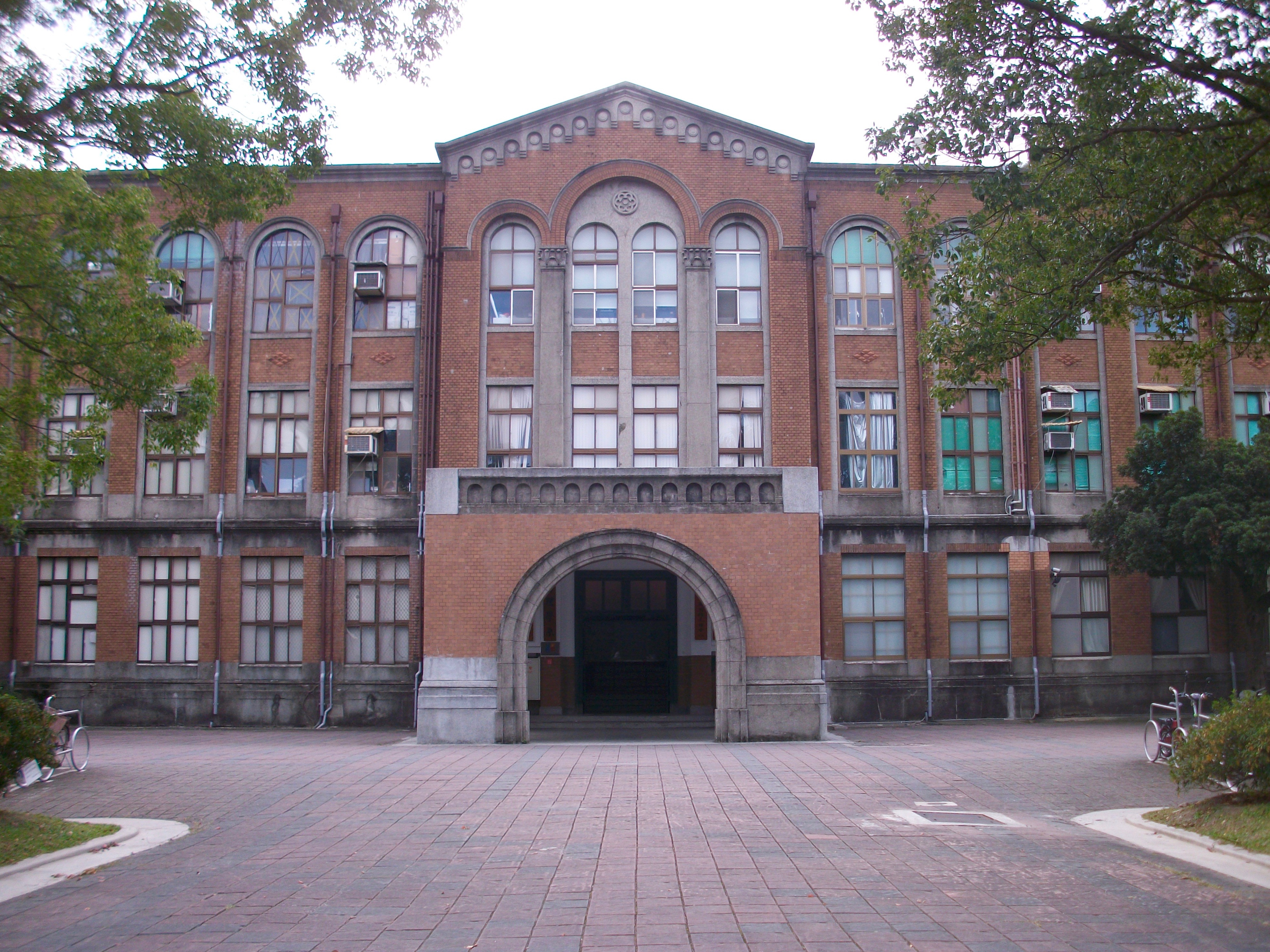
早年的臺大物理系系館（臺大二號館）

考取臺大物理系之後，林清凉遭受到部分親戚朋友的反對，因為擔心她「嫁不出去」。然而，林清凉的父親反駁了那些反對者的意見，並鼓勵林清凉「如有通到天上之樓梯，你就去爬！」，全力支持她前往物理系就讀的決定:476。爾後，林清凉住在臺大宿舍，和其他11名室友朝夕相處。當時的住宿生要輪流至市場買菜，並交由廚工料理。林清凉也時常邀請她在臺大所認識的男性友人一同去岡山玩，她的父親同時也會設宴款待他們:477。當時由於難以理解許多來自中國大陸教授的口音，林清凉便自修或者與同學組成讀書會補救，有不懂的地方則會向沃爾夫岡·克洛爾求教。當時物理系的理論物理課程是由克洛爾負責講授的，也因此林清凉表示她的物理基礎就是克洛爾打下來的。課餘時間，林清凉與同學們也常和克洛爾打成一片、一起喝酒。此外，她也常與同學一起搭火車去划船，或者去西門町觀看電影，甚至去讀書會聽禁書的討論:477。之後，林清凉開始專注於核物理方面的研究，並加入了許雲基領導的核物理實驗團隊:477。畢業後，林清凉立即前往當時全臺灣唯一男女合校的岡山中學初中部擔任理化老師，同時開始對教學產生興趣，任教二年之後方返回臺大物理系擔任助教並準備出國留學:477。
1957年夏，林清凉前往日本留學，並拒絕以留學生名義入學而參加當地入學考試。首次入學考試，林清凉未能被錄取，直到再度重考後方得進入東京大學就讀:477,478。在該校就讀期間，林清凉也遇到了部分臺日籍學生與中國大陸籍學生之間的衝突，對此她認為有部分的臺籍留學生行為過當，並出面斥責之:478。1966年，林清凉自東京大學獲得物理博士學位:35，畢業後繼續在日本從事博士後研究，並與朋友合作處理一位被燒死在開刀室的臺籍腦外科專長留學生與東京大學醫學院之間的問題。爾後，應時任中華民國教育部部長閻振興的邀請，林清凉於1970年8月返臺任教，並計劃與許雲基和黃振麟二位教授一同培養科技人才:478。在這段期間，林清凉曾在東京大學、马萨诸塞大学阿默斯特分校以及史丹福大學擔任研究員及訪問學者，並主要進行原子核結構、核反應與介子交換流功能等相關研究。

### 擔任教職後
1970年，林清凉參與並主持東吳大學物理學系的成立，並於8月1日起擔任該系首位系主任，同時也是當時該系僅有的二位教師之一，直到隔年8月方由何侗民接手系主任一職:472。1972年7月，林清凉在時任臺大土木系系主任丁觀海的介紹之下，與在美任教的馮纘華結婚，並暫時赴美，雙方並約定須盡早把美國的事情整理完畢後長住臺灣。搬回臺灣之前，林清凉每年暑假必返臺，爾後林清凉在1976年先行返回國立臺灣大學物理學系任教，開授近代物理與普通物理等課程:17。馮纘華則在不久後提早退休前往臺大環境工程研究所任教，同時關注並參與處理當時臺灣的污染問題:478。在這段期間，林清凉致力於原子核理論、電子散射與核型態因數等相關領域之研究:35。
1981年8月，由於師資匱乏與系內矛盾，林清凉從黃振麟手中接下了臺大物理系系主任的位置。在任期間，林清凉不僅介入協調系內教授的糾紛，並改革物理系的各項制度、充實了該系的軟硬體設施。此外，她也同時和沈君山致力於執行並推廣「通識教育」課程，但受到當時中華民國教育部的反對。同年9月，當林清凉動員物理系師生做系館大掃除時，在樓梯轉彎處發現石蠟，當時技工林松雲指出裡面可能存有鐳-鈹中子源，但是經檢查後發現中子源並不在裡面，表示中子源的下落不明。在報告校方後，行政院原子能委員會於9月24日派員徹查該系系館，最後找到該遺失的中子源:22-23。隔年2月，臺灣各大報大篇幅報導該次中子源事件，教育部也因此事受立法委員質詢，最後導致台大輻射防護委員會的成立，並於該年5月21日召開第一次會議:22。爾後，由於林清凉認為不能脫離學術界太久，因此她在完成了系務制度改革之後，於1983年7月將系主任的位置交由鄭以禎接手，並不再兼任行政職位，專心於教學工作。根據林清凉的學生，爾後成為國立清華大學材料系與臺大物理系特聘教授的洪銘輝表示，林清凉教學時除了關心學生的學習品質之外，也很注重學生的品格培養。林清凉在臺大物理系任教20多年，期間一直都是該系唯一的女性教授。1983年6月，第一屆亞太物理會議在新加坡國立大學召開，林清凉也參與出席該場會議並發表論文:479,501。
林清凉的丈夫馮纘華回臺後幾乎每天進出嚴重污染區，使得馮的身體狀況迅速惡化，並於1985年6月底被診斷罹患惡性T型淋巴癌，爾後在1986年初秋於臺北榮民總醫院逝世:478。1990年，由林清凉夫婦聯名的「馮纘華林清凉環境保護基金會」成立於臺大環工所，以推廣環境品質的科技與教育，並改進臺灣的生活環境。1989年，林清凉領導重修臺大物理系當時的系館大廳，親自設計其架構設計與擺設，並召集學生一同粉刷牆壁同時增設照明，而該大廳也因此被當時的學生們稱呼為「清凉廳」:9。

### 晚年
1996年，林清凉自臺大物理系退休，並於退休後成為該系兼任教授，同時戮力進行寫作，完成了數本自學用的啟發性物理教科書。林清凉表示，她很早就想寫書，因為她認為若「當年有很好的參考書，也許成就會更好」。2005年，中華民國物理學會拍攝了《物理好丰采》紀錄片，介紹並訪問了八位女性物理學者，而林清凉是該片中首位登場的。該片在2005年6月27日於臺大凝態中心進行首映。
2019年11月18日當地時間上午十點，林清凉於台大醫院病逝，享壽88歲。

## 著作
（五南圖書出版股份有限公司出版）
- 力學：牛頓力學、彈性、流體和熱力學
- 電磁學：宏觀電磁學、光學和狹義相對論
- 近代物理學Ⅰ：量子力學、凝聚態物理導論(3版)
- 近代物理學Ⅱ：原子核物理學簡介、基本粒子物理學簡介。五南出版[3]。
- 從物理學切入的-線性代數導論
- 複變函數導論與物理學
- 不廢江河萬古流:林清凉回憶錄

## 家族
|                     |                     |                     |                     |                     |                     |  |  |                     |                     |                     |                     |                     |                     |  |  |                |                |                |                |                |                |  |  |                     |                     |                     |                     | 林鬧郡（1854-1893） | 林鬧郡（1854-1893） | 林鬧郡（1854-1893） | 林鬧郡（1854-1893） | 林鬧郡（1854-1893） | 林鬧郡（1854-1893） |                     |                     |                     |                     |                     |                     | 黃沁（1864-1895）   | 黃沁（1864-1895）   | 黃沁（1864-1895）   | 黃沁（1864-1895）   | 黃沁（1864-1895）   | 黃沁（1864-1895）   |                   |                   |                     |                     |                     |                     |                     |                     |  |  |                     |                     |                     |                     |                     |                     |  |  |
|                     |                     |                     |                     |                     |                     |  |  |                     |                     |                     |                     |                     |                     |  |  |                |                |                |                |                |                |  |  |                     |                     |                     |                     | 林鬧郡（1854-1893） | 林鬧郡（1854-1893） | 林鬧郡（1854-1893） | 林鬧郡（1854-1893） | 林鬧郡（1854-1893） | 林鬧郡（1854-1893） |                     |                     |                     |                     |                     |                     | 黃沁（1864-1895）   | 黃沁（1864-1895）   | 黃沁（1864-1895）   | 黃沁（1864-1895）   | 黃沁（1864-1895）   | 黃沁（1864-1895）   |                   |                   |                     |                     |                     |                     |                     |                     |  |  |                     |                     |                     |                     |                     |                     |  |  |
|                     |                     |                     |                     |                     |                     |  |  |                     |                     |                     |                     |                     |                     |  |  |                |                |                |                |                |                |  |  |                     |                     |                     |                     |                     |                     |                     |                     |                     |                     |                     |                     |                     |                     |                     |                     |                     |                     |                     |                     |                     |                     |                   |                   |                     |                     |                     |                     |                     |                     |  |  |                     |                     |                     |                     |                     |                     |  |  |
|                     |                     |                     |                     |                     |                     |  |  |                     |                     |                     |                     |                     |                     |  |  |                |                |                |                |                |                |  |  |                     |                     |                     |                     |                     |                     |                     |                     |                     |                     | 林天福（1891-1987） | 林天福（1891-1987） | 林天福（1891-1987） | 林天福（1891-1987） | 林天福（1891-1987） | 林天福（1891-1987） |                     |                     |                     |                     |                     |                     | 黃滿（1892-1970） | 黃滿（1892-1970） | 黃滿（1892-1970）   | 黃滿（1892-1970）   | 黃滿（1892-1970）   | 黃滿（1892-1970）   |                     |                     |  |  |                     |                     |                     |                     |                     |                     |  |  |
|                     |                     |                     |                     |                     |                     |  |  |                     |                     |                     |                     |                     |                     |  |  |                |                |                |                |                |                |  |  |                     |                     |                     |                     |                     |                     |                     |                     |                     |                     | 林天福（1891-1987） | 林天福（1891-1987） | 林天福（1891-1987） | 林天福（1891-1987） | 林天福（1891-1987） | 林天福（1891-1987） |                     |                     |                     |                     |                     |                     | 黃滿（1892-1970） | 黃滿（1892-1970） | 黃滿（1892-1970）   | 黃滿（1892-1970）   | 黃滿（1892-1970）   | 黃滿（1892-1970）   |                     |                     |  |  |                     |                     |                     |                     |                     |                     |  |  |
|                     |                     |                     |                     |                     |                     |  |  |                     |                     |                     |                     |                     |                     |  |  |                |                |                |                |                |                |  |  |                     |                     |                     |                     |                     |                     |                     |                     |                     |                     |                     |                     |                     |                     |                     |                     |                     |                     |                     |                     |                     |                     |                   |                   |                     |                     |                     |                     |                     |                     |  |  |                     |                     |                     |                     |                     |                     |  |  |
|                     |                     |                     |                     |                     |                     |  |  |                     |                     |                     |                     |                     |                     |  |  |                |                |                |                |                |                |  |  |                     |                     |                     |                     |                     |                     |                     |                     |                     |                     |                     |                     |                     |                     |                     |                     |                     |                     |                     |                     |                     |                     |                   |                   |                     |                     |                     |                     |                     |                     |  |  |                     |                     |                     |                     |                     |                     |  |  |
| 林榮彬（1919-1944） | 林榮彬（1919-1944） | 林榮彬（1919-1944） | 林榮彬（1919-1944） | 林榮彬（1919-1944） | 林榮彬（1919-1944） |  |  | 林榮沛（1921-1923） | 林榮沛（1921-1923） | 林榮沛（1921-1923） | 林榮沛（1921-1923） | 林榮沛（1921-1923） | 林榮沛（1921-1923） |  |  | 林榮國（1923-) | 林榮國（1923-) | 林榮國（1923-) | 林榮國（1923-) | 林榮國（1923-) | 林榮國（1923-) |  |  | 林海水（1926-1945） | 林海水（1926-1945） | 林海水（1926-1945） | 林海水（1926-1945） | 林海水（1926-1945） | 林海水（1926-1945） |                     |                     | 林水旺（1928-2009） | 林水旺（1928-2009） | 林水旺（1928-2009） | 林水旺（1928-2009） | 林水旺（1928-2009） | 林水旺（1928-2009） |                     |                     | 林清凉（1931-2019） | 林清凉（1931-2019） | 林清凉（1931-2019） | 林清凉（1931-2019） | 林清凉（1931-2019） | 林清凉（1931-2019） |                   |                   | 馮纘華（1918-1986） | 馮纘華（1918-1986） | 馮纘華（1918-1986） | 馮纘華（1918-1986） | 馮纘華（1918-1986） | 馮纘華（1918-1986） |  |  | 林金城（1933-1980） | 林金城（1933-1980） | 林金城（1933-1980） | 林金城（1933-1980） | 林金城（1933-1980） | 林金城（1933-1980） |  |  |
| 林榮彬（1919-1944） | 林榮彬（1919-1944） | 林榮彬（1919-1944） | 林榮彬（1919-1944） | 林榮彬（1919-1944） | 林榮彬（1919-1944） |  |  | 林榮沛（1921-1923） | 林榮沛（1921-1923） | 林榮沛（1921-1923） | 林榮沛（1921-1923） | 林榮沛（1921-1923） | 林榮沛（1921-1923） |  |  | 林榮國（1923-) | 林榮國（1923-) | 林榮國（1923-) | 林榮國（1923-) | 林榮國（1923-) | 林榮國（1923-) |  |  | 林海水（1926-1945） | 林海水（1926-1945） | 林海水（1926-1945） | 林海水（1926-1945） | 林海水（1926-1945） | 林海水（1926-1945） |                     |                     | 林水旺（1928-2009） | 林水旺（1928-2009） | 林水旺（1928-2009） | 林水旺（1928-2009） | 林水旺（1928-2009） | 林水旺（1928-2009） |                     |                     | 林清凉（1931-2019） | 林清凉（1931-2019） | 林清凉（1931-2019） | 林清凉（1931-2019） | 林清凉（1931-2019） | 林清凉（1931-2019） |                   |                   | 馮纘華（1918-1986） | 馮纘華（1918-1986） | 馮纘華（1918-1986） | 馮纘華（1918-1986） | 馮纘華（1918-1986） | 馮纘華（1918-1986） |  |  | 林金城（1933-1980） | 林金城（1933-1980） | 林金城（1933-1980） | 林金城（1933-1980） | 林金城（1933-1980） | 林金城（1933-1980） |  |  |

## 外部連結
- 國立臺灣大學物理學系 （页面存档备份，存于）（繁體中文）
- YouTube上的物理好丰采，始於1分37秒（繁體中文）
- YouTube上的「物理能使我快樂、欣賞、微笑！」致台灣女性科學家的典範 林清凉教授（繁體中文）

| 教育職務             | 教育職務                     | 教育職務      |
| -------------------- | ---------------------------- | ------------- |
| 國立臺灣大學物理學系 |                              |               |
| 前任： 黃振麟        | 系主任 1981年8月 ~ 1983年7月 | 繼任： 鄭以禎 |
| 東吳大學物理學系     |                              |               |
| 首任                 | 系主任 1970年8月 ~ 1971年7月 | 繼任： 何侗民 |